# Правило фаз
Пра́вило фаз (или правило фаз Гиббса) — соотношение, связывающее число компонентов, фаз и термодинамических степеней свободы в равновесной термодинамической системе. Роль правила фаз особенно велика при рассмотрении гетерогенных равновесий в многофазных многокомпонентных системах.
Хотя под термином «правило» обычно подразумевают приближенную или частную закономерность, в случае правила фаз Гиббса речь идёт о строгой и общей зависимости — законе равновесия фаз.

## Описание состояния термодинамической фазы

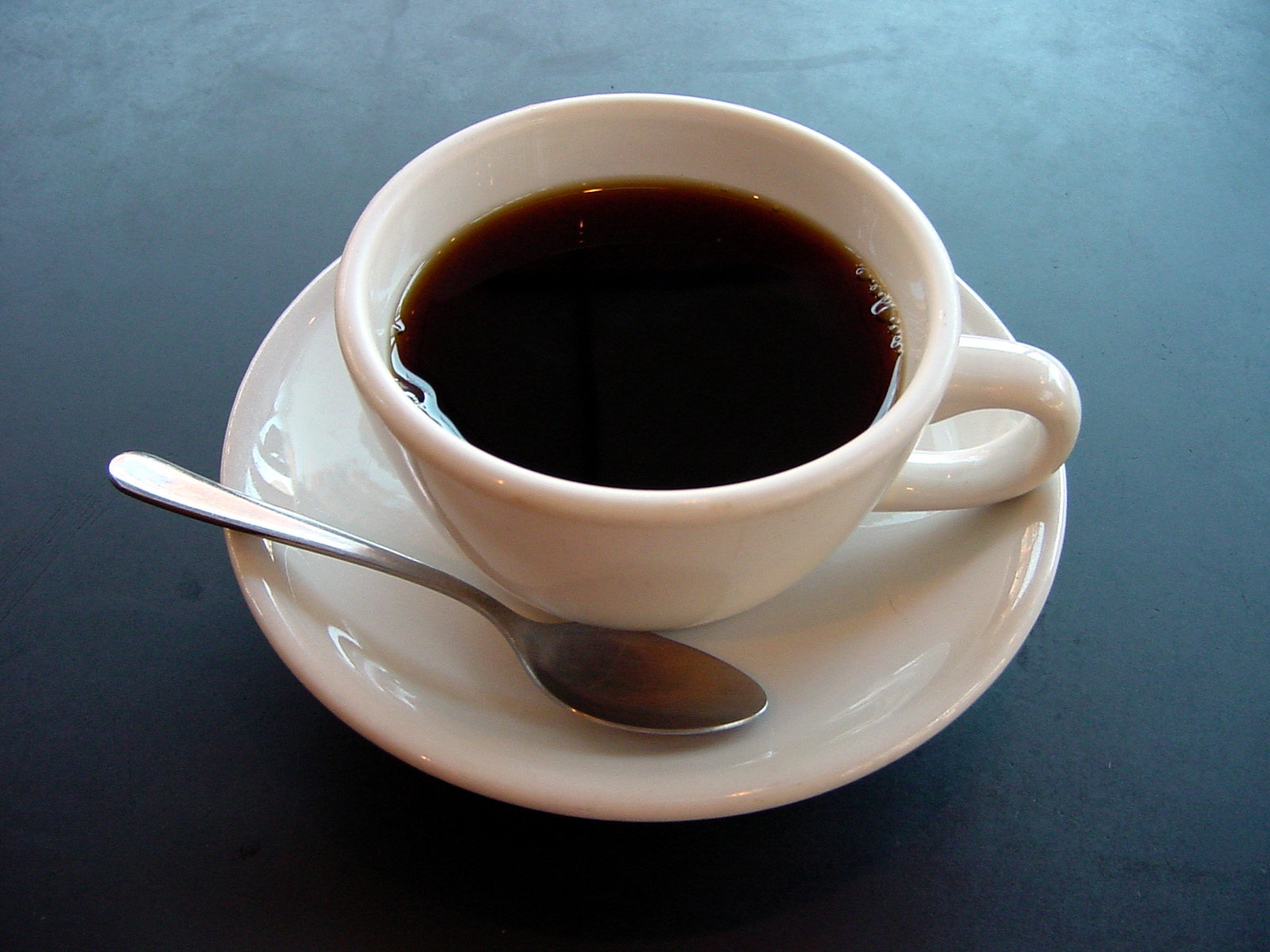
Растворимый кофе — однородная система (гомогенная однофазная многокомпонентная)

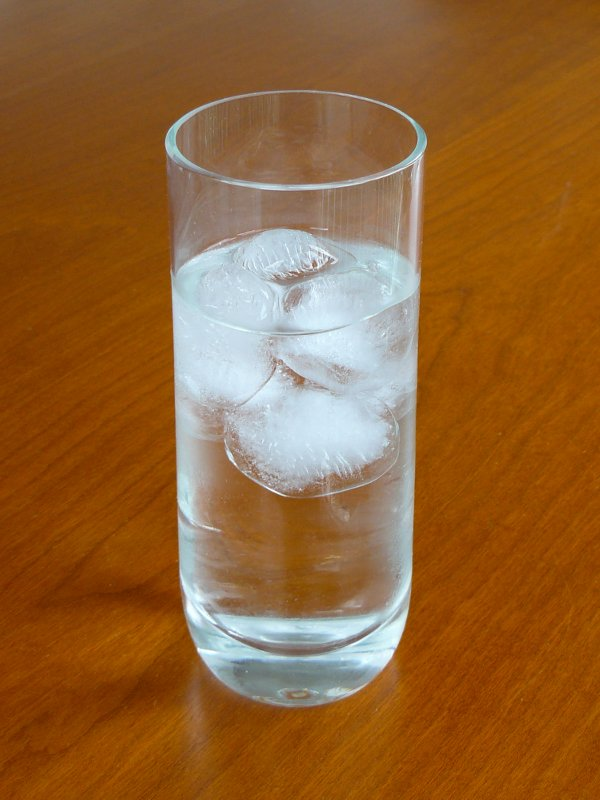
Лёд в воде — неоднородная система (гетерогенная двухфазная однокомпонентная)

С точки зрения терминологии о любом растворе одинаково правильно говорить как об однородной системе и как об однофазной гомогенной системе, а о кубиках льда в воде — как о неоднородной системе и как о двухфазной гетерогенной системе. Выбор наиболее подходящего термина зависит от постановки рассматриваемой задачи, поскольку различие в терминах «термодинамическая система» и «термодинамическая фаза» отражает разницу в подходах к описанию системы и фазы. Под состоянием фазы понимают набор используемых для её описания интенсивных переменных. Такие интенсивные величины, как плотность, теплоёмкость, коэффициент термического расширения и др. характеризуют термодинамические свойства индивидуального вещества или раствора, образующего фазу. Само понятие термодинамической фазы было введено Гиббсом с целью «иметь термин, который относится только к составу и термодинамическому состоянию […] тела и для которого не имеет значения его величина или его форма» в связи с выводом правила фаз, основанном на использовании уравнения Гиббса — Дюгема. Отсюда естественным образом вытекает принадлежащее А. В. Сторонкину определение фазы как индивидуального вещества или раствора, при всех возможных условиях существования допускающего описание одним уравнением, выражающим связь между переменными состояния — уравнением Гиббса — Дюгема или любым из канонических уравнений состояния. Предпочтение, отдаваемое уравнению Гиббса — Дюгема, связано с тем, что все независимые переменные в этом уравнении представляют собой интенсивные величины.
Состав каждой фазы определяется долями компонентов (мольными или массовыми). Доля каждого компонента, отсутствующего в рассматриваемой фазе, считается равной нулю. Использование мольных долей требует применения для всех фаз одной и той же формульной единицы при вычислении числа молей компонента. Обычно при рассмотрении фазовых равновесий исходят из того, что химические превращения в гетерогенной системе уже учтены при подсчёте числа компонентов, поэтому химические реакции  в системе во внимание не принимают.
Иногда в дефиницию термина «фаза» вводят требование идентичности не только термодинамических, но вообще всех макроскопических свойств вещества. Например, оптически активные право- и левовращающие кристаллы (кварца, бертолетовой соли и т. п.) предлагают рассматривать как две различные фазы, отличающиеся кристаллографическими параметрами. Однако по своим термодинамическим свойствам такие вещества идентичны и их традиционно считают одной фазой.
В рамках термодинамики Гиббса при рассмотрении гетерогенных равновесий вещества до и после фазового перехода второго рода считают одной фазой. Например, одной фазой считают α-Fe (феррит) со свойствами ферромагнетика — устойчивую ниже точки Кюри (769 °C) полиморфную модификацию железа, и β-Fe — полиморфную модификацию, отличающуюся от α-Fe магнитными свойствами (парамагнетик).
Для задания термодинамического состояния системы, т. е. всей совокупности её свойств, недостаточно знания свойств фаз, образующей эту систему: в наборе независимых переменных системы должна быть представлена хотя бы одна экстенсивная величина, например объём или масса системы.

## Термодинамические степени свободы, вариантность и полная вариантность системы
В термодинамике каждой независимой интенсивной переменной состояния, значение которой можно изменять произвольно при условии, что фазы, образующие систему, не исчезают, и новые фазы не образуются, соответствует одна термодинамическая степень свободы. Числом степеней свободы (вариантностью) системы называют число независимых интенсивных переменных (для открытых термодеформационных систем это давление, температура и доли компонентов в различных фазах), значения которых необходимо знать, чтобы полностью описать состояния всех фаз системы, и которые можно одновременно произвольно задать без изменения числа и природы фаз (без изменения фазового состава системы). Число степеней свободы изучаемой системы равно разности между числом интенсивных переменных, достаточных для её полного описания, и числом связей между этими переменными, т. е. равно числу независимых переменных, допускающих произвольное варьирование, не ведущее к изменению природы системы.
Число независимых переменных, необходимых для задания состояния системы с учётом масс всех её фаз, называют полной (общей) вариантностью системы.
Вариантность и полная вариантность могут принимать только неотрицательные целочисленные значения, а их наименьшие значения равны нулю.
Пример. Закрытая система из твёрдого карбоната кальция, диссоциирующего при нагревании на твёрдый оксид кальция и газообразную двуокись углерода по реакции получения негашёной извести обжигом известняка:
{\displaystyle {\ce {CaCO3 -> CaO + CO2}}}.
Имеем три составляющих вещества и одну химическую реакцию, дополнительные уравнения связи отсутствуют (поскольку в каждой фазе по одному веществу), поэтому система двухкомпонентная. Система закрытая, т. е. произвольное изменение долей компонентов невозможно; система термодеформационная, то есть воздействовать на систему можно изменением температуры и давления. Опыт показывает, что для описания состояния рассматриваемой системы достаточно одной величины. Если в качестве такой переменной выбрать температуру системы, то равновесное давление углекислого газа в замкнутой системе будет однозначно определяться заданной температурой и его нельзя произвольно менять, не теряя одну из фаз.

## Допущения, используемые при выводе правила фаз
Практическое применение правила фаз в конкретной задаче предполагает предварительную проверку соблюдения допущений, обычно используемых при выводе данного правила:
- в системе имеет место равновесие фаз;
- рассматривают только объёмные (трёхмерные) фазы, двумерные (поверхностные) фазы исключены из рассмотрения;
- границы между фазами плоские, не препятствуют выравниванию давления и температуры в системе и переносу вещества между фазами;
- влияние силовых полей (гравитационного, магнитного и т. п.) не учитывают, а из всех обобщённых термодинамических координат принимают во внимание только объём и массы компонентов, то есть рассматривают лишь термодеформационные системы — открытые и закрытые.

Правило фаз применимо только для систем, которые находятся в состоянии термодинамического равновесия. В природе такое равновесие обычно отсутствует. Например, весной лёд тает и исчезает, в холодное время года вода замерзает, а совместное присутствие льда и воды — явление временное. Если в рассматриваемой системе не все возможные равновесия реализуются по кинетическим причинам (слишком малы скорости процессов, ведущих к равновесию), то сделанные с помощью правила фаз выводы могут не соответствовать реальным наблюдениям.
Требование соблюдения равновесия фаз не допускает исключений (к метастабильному равновесию правило фаз неприменимо), тогда как отказ от любого другого из перечисленных допущений ведёт к модификации формул правила фаз.

## Формулировки правила фаз для различных условий изоляции системы
Математическая формулировка правила фаз зависит от наложенных на систему условий изоляции. Материальная изоляция не влияет на число фаз в гетерогенной системе, но разрывает связь между числом фаз и вариантностью системы в случае, когда число фаз меньше или равно числу компонентов. Если кроме соотношений, выражающих условия материальной изоляции, существуют другие уравнения связи между интенсивными переменными фаз, то вариантность и полная вариантность системы будут меньше на число этих уравнений.

### Открытая система
Число степеней свободы (число интенсивных переменных, которым можно одновременно задать произвольные значения) {\displaystyle \iota } открытой многокомпонентной гетерогенной системы в состоянии равновесия находят посредством соотношения, которое представляет собой математическую формулировку правила фаз Гиббса:
| {\displaystyle \iota =2+k-f~~~(\iota =0,1,2,...),} | (Правило фаз для открытых систем) |

где {\displaystyle 2} — число степеней свободы, соответствующих давлению и температуре; {\displaystyle k=1,2,3,...} — число компонентов системы; {\displaystyle f=1,2,3,...} — число фаз в системе.
Данному правилу подчиняются все открытые равновесные системы, состоящие из любого числа фаз и любого числа компонентов (присутствие каждого компонента в любой из фаз не предполагается). Если один из параметров — давление либо температура — фиксирован, то говорят об условном числе степеней свободы (условной вариантности), вычисляемой по формуле
| {\displaystyle \iota =1+k-f~~~(\iota =0,1,2,...),} | (Условная вариантность открытой системы) |

Непосредственно из правила фаз следует ограничение на число сосуществующих в системе фаз:
| {\displaystyle f\leqslant 2+k.} | (Ограничение на число сосуществующих в системе фаз) |

Максимально возможное число фаз в гетерогенной системе {\displaystyle f_{max}}, соответствующее нулевой вариантности, равно
| {\displaystyle f_{max}=2+k~~~(\iota =0).} | (Максимальное число фаз в гетерогенной системе) |

При использовании уравнения для систем, у которых какое-то количество параметров зафиксировано, число степеней свободы уменьшается на число фиксированных параметров. Так, для конденсированных систем (например, сплавов металлов), когда давление либо постоянно, либо его влиянием на состояние равновесия можно пренебречь, вариантность системы на единицу меньше даваемого уравнением Гиббса для вариантности открытых систем.
Для однокомпонентной системы
{\displaystyle \iota =3-f~~~(\iota \geqslant 0),}

Фазовая диаграмма воды

Отсюда следует, что максимальное число фаз в однокомпонентной системе, достигаемое при минимальной (нулевой) её вариантности, равно трём; ни давление, ни температуру для трёхфазной однокомпонентной системы задать произвольно нельзя. На фазовой диаграмме сосуществованию трёх фаз соответствует тройная точка с фиксированными значениями давления и температуры. При всякой другой температуре или другом давлении равновесие трёх фаз невозможно: в системе будут происходить изменения, в результате которых одна или две фазы исчезнут.
В случае энантиотропии и превращения одной полиморфной фазы в другую условие постоянства давления уменьшает вариантность системы на 1, так что переход возможен только при одной строго определённой температуре ({\displaystyle f=2,~k=1,~\iota =1+k-f=1+1-2=0}). Например, для железа при 1394 °C имеет место обратимый переход между γ-Fe (аустенитом) с гранецентрированной кубической решёткой и δ-Fe с объёмноцентрированной кубической решёткой.
Двухфазному равновесию в однокомпонентной системе ({\displaystyle f=2,~\iota =1}) на фазовой диаграмме соответствует линия. Температуре системы можно придать произвольное значение, но равновесное давление в обеих фазах окажется при этом заданным однозначно.
Если фаза одна ({\displaystyle f=1,~\iota =2}), то число степеней свободы системы равно двум, т. е. температуре и давлению можно придавать произвольные значения в пределах некоторой области на фазовой диаграмме — пока система не окажется на одной из линий двухфазного равновесия. Простейшим примером однокомпонентной однофазной системы служит жидкость, давление на которую выше, чем давление её насыщенного пара при рассматриваемой температуре; в этом случае пара над жидкостью не будет, т. е. система будет однофазной.
Полная вариантность {\displaystyle \iota _{full}} открытой системы (число независимых переменных в любом из канонических уравнений состояния) равна
| {\displaystyle \iota _{full}=2+k~~~(\iota _{full}=3,4,...)} | (Полная вариантность открытой системы) |

и не зависит от числа фаз в системе.

### Закрытая система
- Для закрытой системы, в которой число компонентов не больше числа фаз, вариантность равна[32][33]

| {\displaystyle \iota =2+k-f~~~(\iota \geqslant 0,~k\leqslant f),} | (Правило фаз для закрытых систем с числом компонентов, не превышающим числа фаз) |

т. е. вычисляется так же, как для открытой системы. Правило фаз в его традиционной форме продолжает действовать в закрытой системе до тех пор, пока число компонентов не превысит число фаз.
- Для закрытой системы, в которой число компонентов не меньше числа фаз, вариантность равна двум

| {\displaystyle \iota =2~~~(k\geqslant f),} | (Правило фаз для закрытых систем с числом фаз, не превышающим числа компонентов) |

- Полная вариантность любой закрытой системы при отсутствии внешних полей и поверхностных эффектов равна двум вне зависимости от числа фаз, числа компонентов и их распределения внутри системы (правило Дюгема, 1899)[34][35][36]

| {\displaystyle \iota _{full}=2.} | (Правило Дюгема для полной вариантности закрытой системы) |

### Закрытая система в жёсткой оболочке
Система, заключённая в жёсткую оболочку, имеет постоянный объём. Вариантность и полная вариантность такой системы равны
| {\displaystyle \iota =2+k-f~~~(\iota \geqslant 0,~k+1\leqslant f),} |

| {\displaystyle \iota =1~~~(k+1\geqslant f),} |

| {\displaystyle \iota _{full}=1.} |

Правило фаз в его традиционной форме применимо к рассматриваемой системе до тех пор, пока число компонентов не превысит число фаз, уменьшенное на единицу.

### Закрытая система в жёсткой адиабатной оболочке (изолированная система)
Закрытая система, помещённая в жёсткую адиабатную оболочку, не способна к каким-либо изменениям; вариантность и полная вариантность системы равны нулю. По этой причине при рассмотрении гетерогенных равновесий свойства изолированных систем не обсуждают. А. И. Русанов считает, однако, что учёт поверхностных явлений в такой системе даёт ненулевые значения вариантности и полной вариантности. А именно, для систем с плоскими поверхностями раздела между фазами в отсутствие поверхностных фазовых процессов вариантность и полная вариантность изолированной системы равны
| {\displaystyle \iota =2+k-f~~~(\iota \geqslant 0,~k+2\leqslant f+\varsigma ),} |

| {\displaystyle \iota =\varsigma ~~~(k+2\geqslant f+\varsigma ),} |

| {\displaystyle \iota _{full}=\varsigma ,} |

где {\displaystyle \varsigma } — число поверхностей разрыва между фазами. Вариантность и полная вариантность рассматриваемой системы обусловлены исключительно наличием поверхностей: если рассматривать равновесие без учёта поверхностных явлений ({\displaystyle \varsigma =0}), то вариантность и полная вариантность системы равны нулю. Данный подход оставляет открытым вопрос о том, как совместить представление о вариантности системы — числе допускающих изменение параметров — с требованиями выполнения условия равновесности, запрещающего внутренние процессы в системе, и условия изолированности, накладывающего запрет на любые внешние воздействия на систему.

### Частично открытая система
Под частично открытыми понимают системы, у которых не все компоненты принимают участие в материальном обмене с окружающей средой. Для таких систем проводят различие между неподвижными (инертными) компонентами, не принимающими участия в материальном обмене (масса неподвижного компонента в системе постоянна), и подвижными компонентами, массы которых непостоянны из-за участия этих компонентов в материальном обмене с окружающей средой.
Для  частично открытой системы условия постоянства масс неподвижных компонентов рассматривают как уравнения связи, налагаемые на переменные системы и влияющие на её вариантность и полную вариантность, но не сказывающиеся на максимально возможном числе фаз, которое в частично открытых системах не зависит от степени материальной изоляции системы (т. е. от числа неподвижных компонентов), и которое вычисляют по приведённой выше формуле.
Условия постоянства объёма и/или энтропии гетерогенной системы учитывают в точности так же, как и условия материальной изоляции (в приводимые ниже выражения для вычисления вариантности и полной вариантности вместо числа неподвижных компонентов {\displaystyle \eta } подставляют значение {\displaystyle \eta +2} — при постоянстве объёма и энтропии, или {\displaystyle \eta +1} — при постоянстве одной экстенсивной переменной).
- Для системы, в которой число неподвижных компонентов {\displaystyle \eta } больше числа фаз {\displaystyle f}, вариантность и полная вариантность равны[40]

| {\displaystyle \iota _{full}=\iota =\varrho +2~~~(\eta >f),} |

где {\displaystyle k} — число компонентов системы, {\displaystyle \varrho } — число подвижных компонентов ({\displaystyle \eta +\varrho =k}). Таким образом, для рассматриваемой системы условия материальной изоляции обусловливают уменьшение числа степеней свободы, которое не зависит от числа фаз (образование новой фазы не влияет на вариантность), а равенство вариантности и полной вариантности означает невозможность фазовых процессов, не изменяющих составы фаз.
- Для системы, в которой число неподвижных компонентов меньше числа фаз, вариантность равна[40]

| {\displaystyle \iota =2+k-f~~~(\eta <f),} |

т. е. в данном случае условия материальной изоляции не накладывают ограничений на состав фаз и не сокращают число степеней свободы по сравнению с открытой системой.
Полная вариантность рассматриваемой системы равна
| {\displaystyle \iota _{full}=2+k-\eta =2+\varrho .} |

Вариантность системы меньше её полной вариантности, поэтому в системе возможны фазовые процессы, не изменяющие состав фаз.
- Для системы, в которой число неподвижных компонентов равно числу фаз, вариантность и полная вариантность равны[43]

| {\displaystyle \iota _{full}=\iota =2+k-f=2+k-\eta =2+\varrho .} |

Таким образом, для рассматриваемой системы условия материальной изоляции не сказываются на вариантности системы, а равенство вариантности и полной вариантности означает невозможность фазовых процессов, не изменяющих составы фаз.

### Сложная система
К сложным системам обычно относят диэлектрики, магнетики, сверхпроводники, поверхности раздела фаз, системы в поле тяготения и в состоянии невесомости, электрохимические системы. Для таких систем вариантность и полную вариантность гетерогенной системы находят по уравнению Гиббса для вариантности и уравнению Гиббса для полной вариантности, заменяя в них {\displaystyle 2} — число степеней свободы, соответствующих давлению и температуре, — на значение, учитывающее природу рассматриваемой системы: {\displaystyle 1} — для фотонного газа; {\displaystyle 3} — для гетерогенной системы в силовом поле (электрическом, магнитном, гравитационном или центробежном). Максимально возможное число фаз в силовом поле должно превышать значение, даваемое уравнением Гиббса для вариантности в отсутствие поля, но экспериментального подтверждения этому выводу пока нет.
Правило фаз для поверхностных слоёв между сосуществующими фазами учитывает разницу между плоскими и искривлёнными поверхностями раздела.

#### Пример сложной системы — двухкомпонентные смеси

График температур кипения некоторой смеси двух не образующих азеотропную смесь компонентов. Приведён пример линии изотермы для сравнения составов пара и жидкости при этой температуре.

В смесях двух химически невзаимодействующих компонентов {\displaystyle k=2,} так что {\displaystyle \iota =4-f.} В дополнение к температуре и давлению другой степенью свободы является химический состав каждой фазы, обычно выражаемый в виде мольной доли или массовой доли одного из компонентов.
Например, система двух жидкостей, смешивающихся в произвольном соотношении, таких как толуол и бензол, не образующих азеотропную смесь, и находящихся в равновесии с её паром, может быть описана диаграммой температуры кипения, показывающую состав двух равновесных фаз в зависимости от температуры при фиксированном давлении.
Четыре термодинамические переменные, которые могут описывать систему, включают температуру, давление, мольную долю компонента 1, например, толуола в жидкой фазе и мольную долю его же в паровой фазе. Но так как в равновесии участвуют две фазы {\displaystyle (f=2),} только две из этих переменных могут быть независимыми {\displaystyle (\iota =2).} Это обусловлено тем, что четыре переменные связаны двумя соотношениями: равенством химических потенциалов жидкого толуола и паров толуола и аналогичным равенством для бензола.
Для заданных температуре и давлении две фазы находятся в равновесии, при этом состав фазы  (точка системы) находится между двумя кривыми (см. рисунок). Горизонтальная линия (изотерма или связующая линия) может быть проведена через любую такую точку системы и пересекает кривую для каждой фазы при ее равновесном составе.

## Математическая интерпретация правила фаз
Математика позволяет описать явления природы на символическом языке различными способами. Удачная интерпретация правила фаз возможна с помощью теории графов. Уравнение Гиббса для вариантности может быть наглядно интерпретировано как соотношение между вершинами, рёбрами, гранями и объёмами некоего графа.

## Классификация термодинамических систем по вариантности
В зависимости от числа степеней свободы (вариантности) различают системы нонвариантные (безвариантные, {\displaystyle \iota =0}), моновариантные ({\displaystyle \iota =1}), бивариантные (дивариантные, {\displaystyle \iota =2}), … и поливариантные.
В нонвариантных системах с нулевой полной вариантностью фазовые реакции (переходы компонентов между фазами) невозможны. Число фаз такой системе максимально. В нонвариантных системах с отличной от нуля полной вариантностью возможно протекание фазовых реакций без нарушения равновесия системы.

## Использование правила фаз
Применение правила фаз не требует конкретизации перечня компонентов системы — достаточно знать их общее число.
Правило фаз особенно полезно при исследовании гетерогенных систем, в частности в металловедении, металлургии, петрографии, химической технологии, поскольку является теоретической основой для анализа диаграмм состояния любой степени сложности. Правило фаз позволяет сразу же определить метрику такой диаграммы, поскольку минимально возможная вариантность системы равна нулю, а минимальное число фаз — одна. Так, для характеристики состояния однокомпонентной системы (две степени свободы) необходимы две переменные ({\displaystyle P} и {\displaystyle T}), т. е. диаграмма состояния однокомпонентной системы плоская. Диаграмма состояния двухкомпонентной системы характеризуется тремя параметрами ({\displaystyle P}, {\displaystyle T} и одна из концентраций). Такая диаграмма — объёмная, для построения её проекции на плоскости необходимо зафиксировать одну из переменных. Соответственно получаем три типа диаграмм двухкомпонентных систем на плоскости: изотерму, изобару и изопикну (изодолю). Полная диаграмма состояния трёхкомпонентной системы требует для своего описания уже четырёхмерного пространства. Объёмную диаграмму, в основании которой обычно лежит треугольник Гиббса — Розебома, строят чаще всего при {\displaystyle P=\operatorname {const} } или {\displaystyle T=\operatorname {const} .}

## Минералогическое правило фаз
В. Гольдшмидт, изучая скарны Южной Норвегии, обратил внимание на то, что наблюдаемые им парагенезисы минералов были тем пестрее, чем больше они содержали компонентов. Это послужило ему основанием применить правило фаз Гиббса и сформулировать минералогическое правило фаз (1911): «Максимальное число твёрдых минералов, которые одновременно совместно устойчиво существуют, равно числу компонентов, составляющих эти минералы».
Горные породы образуются при произвольных значениях температуры и давления, так что число степеней свободы в уравнении Гиббса для вариантности не может быть меньше двух. Поэтому в условиях термодинамического равновесия число минералов (фаз), слагающих горную породу, не может превышать числа её компонентов (обычно простых веществ или окислов):
| {\displaystyle f\leqslant k.} | (Минералогическое правило фаз Гольдшмидта) |

Д. С. Коржинский ввёл представление о неподвижных (инертных) и подвижных компонентах и дал новую формулировку минералогическому правилу фаз, согласно которой подвижные компоненты на число фаз не влияют, а число минералов (фаз), слагающих горную породу, не может превышать числа её неподвижных (инертных) компонентов:
| {\displaystyle f\leqslant \eta =k-\varrho .} | (Минералогическое правило фаз Коржинского) |

## Историческая справка
Правило фаз вывел Дж. Гиббс (опубликовано в 1876 году); название «правило фаз» предложено У. Банкрофтом. Правило фаз широко использовали в конце XIX — начале XX века Я. Вант-Гофф, Х. Розебом и их ученики, Н. С. Курнаков и его школа. В. Гольдшмидт сформулировал минералогическое правило фаз (1911), а Д. С. Коржинский дал ему новую формулировку, разделив компоненты геологических систем на инертные (в смысле транспортных свойств) и вполне подвижные (т. е. способные свободно перемещаться через границы системы). А. В. Сторонкин получил строгие формулировки правила фаз для частично открытых систем.

## Комментарии
1. ↑  Если для задания термодинамического состояния фазы достаточно интенсивных переменных, а знание экстенсивных величин (массы фазы или её объёма) не требуется, то для задания термодинамического состояния системы, то есть всей совокупности свойств системы, недостаточно знания свойств образующих эту систему фаз: в наборе независимых переменных для системы должна быть представлена хотя бы одна экстенсивная величина, например объём или масса системы[8].